# Vestgrønland
68°00′N 52°00′V / 68.000°N 52.000°V
Vestgrønland (Grønlandsk: "Kitaa") er en af de tre landsdele, som Grønland inddeles i.
Vestgrønland består af de tidligere kommuner: 
- Upernavik Kommune
- Uummannaq Kommune
- Qeqertarsuaq Kommune
- Ilulissat Kommune
- Qasigiannguit Kommune
- Aasiaat Kommune
- Kangaatsiaq Kommune
- Sisimiut Kommune
- Maniitsoq Kommune
- Nuuk Kommune
- Paamiut Kommune
- Ivittuut Kommune
- Qaqortoq Kommune
- Narsaq Kommune
- Nanortalik Kommune [1]